# Mekar Bahalat
Mekar Bahalat is een bestuurslaag in het regentschap Simalungun van de provincie Noord-Sumatra, Indonesië. Mekar Bahalat telt 1583 inwoners (volkstelling 2010).